# フジテレビ系列昼ニュース枠
フジテレビ系列昼ニュース枠（フジテレビけいれつひるニュースわく）とは、フジテレビをはじめとするFNN系列で、毎日昼に放送されている報道番組の一覧のことである。

## 各番組の歴史
1966年のFNN発足以来、昼ニュース枠はしばらく10 - 15分枠が続いてきたが、鹿内信隆会長時代の1975年4月 - 9月の間は25分枠のワイド編成がとられていた時期もあった。1975年10月 - 1977年3月の間は『FNNニュース12:00』として正午に放送されていた。
鹿内春雄会長時代の1982年4月改編でベルト番組の大規模改編があり、昼ニュース枠も14:45から放送されていた『サンケイ奥さまニュースFNN』と統合、放送時間も11:30から30分枠のワイド編成を本格的に採用した『FNNニュースレポート11:30』が開始される。
1987年10月改編より、夕方枠の『FNNスーパータイム』にならいワイドニュース番組から“ニュース”の名を排除する方針がとられ、これにより『FNNスピーク』に改称する。FNNの慣例で『KTVワイドニュース』（関西テレビ）のように一部地方局では別タイトルで放送している局もあったが、2005年4月改編より全ネット局で『スピーク』の番組名に統一される。
土日では『産経テレニュースFNN』（フジテレビ）のように、系列各局で別タイトルを使用してきた。鹿内宏明会長時代の1992年4月改編で土曜版が30分化されるとともにタイトルを平日と同じ『FNNスピーク』とする。そのため日曜のみ『産経テレニュース』などの独自タイトルが残るが、『スピーク』と同一のテロップ様式が用いられていたことがあり、地方によっては岡山放送や沖縄テレビのように日曜版も『スピーク』を名乗る局がある。
そして2016年4月改編で土曜版の『FNNスピーク』と『産経テレニュースFNN』との放送時間とタイトルの統一が図られ、『FNNスピークWeekend』のタイトルになる。これにより、全曜日でタイトルが統一される。
2018年4月改編でフジテレビ・BSフジの報道ニュース番組の統一ブランド『プライムニュース』として、『FNNプライムニュース デイズ』が放送開始されるため、『FNNスピーク』と『FNNスピークWeekend』は同年3月に終了した。
2019年4月改編で『Live News』ブランドにリニューアルするため、『FNNプライムニュース デイズ』の番組内容を継承した『FNN Live News days』が放送開始した。
2022年4月改編で『FNN Live News days』の平日の放送時間が15分に短縮。1982年以来25 - 30分枠で40年間続いてきた平日の昼ニュース枠はこの改編で縮小されることになった。
2023年4月改編で『ぽかぽか』の放送時間が1時間縮小されたことに伴い、『FNN Live News days』の平日の放送時間が5分拡大され、11:30 - 11:50の20分間の放送となった。
フジテレビや関西テレビが産経新聞社、北海道文化放送が北海道新聞社と系列関係にあるように、局によっては番組タイトル表示後画面隅（現在は主に右上）に“協力：○○新聞（フジテレビは「協力：産経」と表示）”というテロップが付記される場合もある。

## 主な番組
●は現行。

### 平日
- フジテレニュース → サンケイテレニュース（1959年3月 - 1966年9月）
- サンケイテレニュースFNN（第1期）（1966年10月 - 1975年9月30日）
- FNNニュース12:00（1975年10月1日 - 1977年3月31日）
- サンケイテレニュースFNN（第2期）（1977年4月1日 - 1982年3月31日）
- FNNニュースレポート11:30（1982年4月1日 - 1987年9月30日）
- FNNスピーク（1987年10月1日 - 2018年3月30日)
- FNNプライムニュース デイズ（2018年4月2日 - 2019年3月29日）
- FNN Live News days（2019年4月2日 - ）●

### 週末
- フジテレニュース → サンケイテレニュース（1959年3月 - 1966年9月）
- サンケイテレニュースFNN（1966年10月 - 1988年5月22日）

土曜版
- 産経テレニュースFNN（1988年5月28日 - 1992年3月28日）
- FNNスピーク（1992年4月4日 - 2016年3月26日）
  - 一部地域を除いて、以下の番組に内包。
    - 2000年4月1日 - 2001年9月29日：『ウォッ!チャ→お台場2★4★8 スーパーウォッ!チャ』
    - 2001年10月6日 - 2002年3月30日：『情報プロジェクトS』
    - 2002年4月6日 - 9月28日：『土曜LIVE』（複合型情報番組枠）
- FNNスピークWeekend（2016年4月2日 - 2018年3月31日）
- FNNプライムニュース デイズ（2018年4月7日 - 2019年3月30日）
- FNN Live News days（2019年4月6日 - ）●

日曜版
- 産経テレニュースFNN（1988年5月29日 - 2016年3月27日）
- FNNスピークWeekend（2016年4月3日 - 2018年4月1日）
- FNNプライムニュース デイズ（2018年4月8日 - 2019年3月31日）
- FNN Live News days（2019年4月7日 - ）●

### 番組の移り変わり
| 期間      | 期間      | 平日                                    | 土曜日                                  | 日曜日                                  |
| --------- | --------- | --------------------------------------- | --------------------------------------- | --------------------------------------- |
| 1959.3.1  | 1966.9    | フジテレニュース ↓ サンケイテレニュース | フジテレニュース ↓ サンケイテレニュース | フジテレニュース ↓ サンケイテレニュース |
| 1966.10   | 1975.9.30 | サンケイテレニュースFNN                 | サンケイテレニュースFNN                 | サンケイテレニュースFNN                 |
| 1975.10.1 | 1977.3.31 | FNNニュース12:00                        | サンケイテレニュースFNN                 | サンケイテレニュースFNN                 |
| 1977.4.1  | 1982.3.31 | サンケイテレニュースFNN                 | サンケイテレニュースFNN                 | サンケイテレニュースFNN                 |
| 1982.4.1  | 1987.9.30 | FNNニュースレポート11:30                | サンケイテレニュースFNN                 | サンケイテレニュースFNN                 |
| 1987.10.1 | 1988.5.22 | FNNスピーク                             | サンケイテレニュースFNN                 | サンケイテレニュースFNN                 |
| 1988.5.23 | 1992.3.29 | FNNスピーク                             | 産経テレニュースFNN                     | 産経テレニュースFNN                     |
| 1992.3.30 | 2016.3.27 | FNNスピーク                             | FNNスピーク                             | 産経テレニュースFNN                     |
| 2016.3.28 | 2018.4.1  | FNNスピーク                             | FNNスピークWeekend                      | FNNスピークWeekend                      |
| 2018.4.2  | 2019.3.31 | FNNプライムニュース デイズ              | FNNプライムニュース デイズ              | FNNプライムニュース デイズ              |
| 2019.4.2  | 現在      | FNN Live News days                      | FNN Live News days                      | FNN Live News days                      |

- 2019.4.1に放送なしとなっている理由についてはFNN Live News daysを参照。

## クロスネット局でのネット状況
●は現FNNフルネット局。『ANNニュースライナー』以前のANN番組のネット状況は不明。
| 放送対象地域          | 放送局                  | ネット状況                                                                      |
| --------------------- | ----------------------- | ------------------------------------------------------------------------------- |
| 宮城県                | ●仙台放送(OX)           | 1970年9月30日までNNN番組をネット。 1972年4月1日以降はFNN番組をネット            |
| 秋田県                | ●秋田テレビ(AKT)        | FNN番組をネット                                                                 |
| 山形県                | 山形テレビ(YTS)         | 1993年3月31日のFNN脱退までFNN番組をネット                                       |
| 福島県                | 福島中央テレビ(FCT)     | 1971年10月1日のネットチェンジ前日までFNN番組をネット                            |
| 新潟県                | ●NST新潟総合テレビ(NST) | 1983年9月30日のANN脱退までANN番組をネット                                       |
| 岡山県→岡山県・香川県 | ●岡山放送(OHK)          | FNN番組をネット                                                                 |
| 広島県                | 広島テレビ(HTV)         | FNN加盟期間もNNN番組をネット                                                    |
| 長崎県                | ●テレビ長崎(KTN)        | 1990年9月30日のNNN脱退までNNN番組をネット                                       |
| 熊本県                | ●テレビ熊本(TKU)        | 1989年9月30日のANN脱退までANN番組をネット                                       |
| 大分県                | テレビ大分(TOS)         | 1993年9月30日のANN脱退までANN番組をネット                                       |
| 宮崎県                | テレビ宮崎(UMK)         | ANN番組をネット                                                                 |
| 鹿児島県              | ●鹿児島テレビ(KTS)      | 1985年4月1日 - 1994年3月31日はNNN番組をネット。 上記以外の時期はFNN番組をネット |

備考
- 北海道文化放送が開局する以前のネット局である札幌テレビではFNSのみ加盟の関係でFNN番組は放送されなかった。
- 福島テレビは1983年4月にFNNへ加盟したが、FNNに加盟する前に昼の『フジテレニュース』を1963年4月の開局から1968年9月までネット受けしたことがあった（1968年10月から1983年3月31日までJNN番組をネット）[1]。
- テレビ山口(TYS→tys)はJNN協定によりFNNに加盟できず、FNSのみの加盟だったため、JNN番組を編成していた。
- 関西テレビでは2005年4月1日まで『FNNニュースレポート11:30』、『FNNスピーク』を『KTVワイドニュース』に改題して放送していた。